# Hell and Back Again
Pour plus de détails, voir Fiche technique et Distribution.
Hell and Back Again est un film documentaire américano-britannico-afghan coproduit et réalisé par Danfung Dennis (en) et sorti le 12 octobre 2011.
Il a la particularité d'avoir été tourné avec la fonction vidéo d'un appareil photo Canon EOS 5D Mark II.

## Synopsis
Danfung Dennis filme le quotidien d'un régiment de l'armée américaine en Afghanistan, et plus particulièrement celui du Marine Harris jusqu'à son retour, blessé physiquement et mentalement, en Caroline du Nord.

## Fiche technique
- Titre original : Hell and Back Again
- Titre français : Hell and Back Again
- Titre québécois :
- Réalisation : Danfung Dennis (en)
- Scénario :
- Direction artistique :
- Décors :
- Costumes :
- Photographie :
- Son :
- Montage :  Fiona Otway
- Musique : J. Ralph
- Production : Danfung Dennis (en) et Martin Herring
- Société(s) de production : Roast Beef Productions
- Société(s) de distribution :  :
- Budget :
- Pays d’origine :  États-Unis/ Royaume-Uni/ Afghanistan
- Langue : Anglais/pachto/dari
- Format : Couleurs - Cinéma numérique - 1,78:1
- Genre cinématographique : Film documentaire
- Durée : 88 minutes
- Dates de sortie :
  - États-Unis : 20 janvier 2011 (Festival du film de Sundance)
  - Royaume-Uni : 12 octobre 2011
  - France :  21 décembre 2011

## Récompenses et distinctions
Récompenses
- 2011 : Festival de Sundance : meilleur documentaire - Cinéma du monde
- 2011 : Festival international du film de Moscou : meilleur documentaire

Nominations
- 2011 : British Independent Film Awards : meilleur documentaire
- 2011 : Gotham Awards : meilleur documentaire
- 2011 : Oscar du cinéma : meilleur film documentaire[1]